# Natta Nachan
Natta Nachan (in thai: ณัฏฐา นาชาญ; Udon Thani, 4 giugno 1990) è una giavellottista thailandese, vincitrice di numerose medaglie nelle competizioni del continente asiatico.

## Palmarès
| Anno | Manifestazione              | Sede         | Evento                 | Risultato | Prestazione | Note                          |
| ---- | --------------------------- | ------------ | ---------------------- | --------- | ----------- | ----------------------------- |
| 2009 | Giochi del Sud-est asiatico | Vientiane    | Lancio del giavellotto | 4ª        | 45,00 m     |                               |
| 2010 | Giochi asiatici             | Canton       | Lancio del giavellotto | 7ª        | 50,88 m     |                               |
| 2011 | Giochi del Sud-est asiatico | Palembang    | Lancio del giavellotto | Oro       | 48,80 m     |                               |
| 2013 | Giochi del Sud-est asiatico | Naypyidaw    | Lancio del giavellotto | Argento   | 50,37 m     |                               |
| 2014 | Giochi asiatici             | Incheon      | Lancio del giavellotto | 7ª        | 52,16 m     |                               |
| 2015 | Giochi del Sud-est asiatico | Singapore    | Lancio del giavellotto | Oro       | 54,38 m     |                               |
| 2017 | Camp. asiatici              | Bhubaneswar  | Lancio del giavellotto | 9ª        | 50,97 m     |                               |
| 2017 | Giochi del Sud-est asiatico | Kuala Lumpur | Lancio del giavellotto | Oro       | 55,04 m     |                               |
| 2018 | Giochi asiatici             | Giacarta     | Lancio del giavellotto | 7ª        | 53,32 m     |                               |
| 2019 | Camp. asiatici              | Doha         | Lancio del giavellotto | Bronzo    | 56,01 m     | Miglior prestazione personale |

## Altre competizioni internazionali
2012
- Oro agli ASEAN University Games ( Vientiane), lancio del giavellotto - 47,79 m